# 深海探索

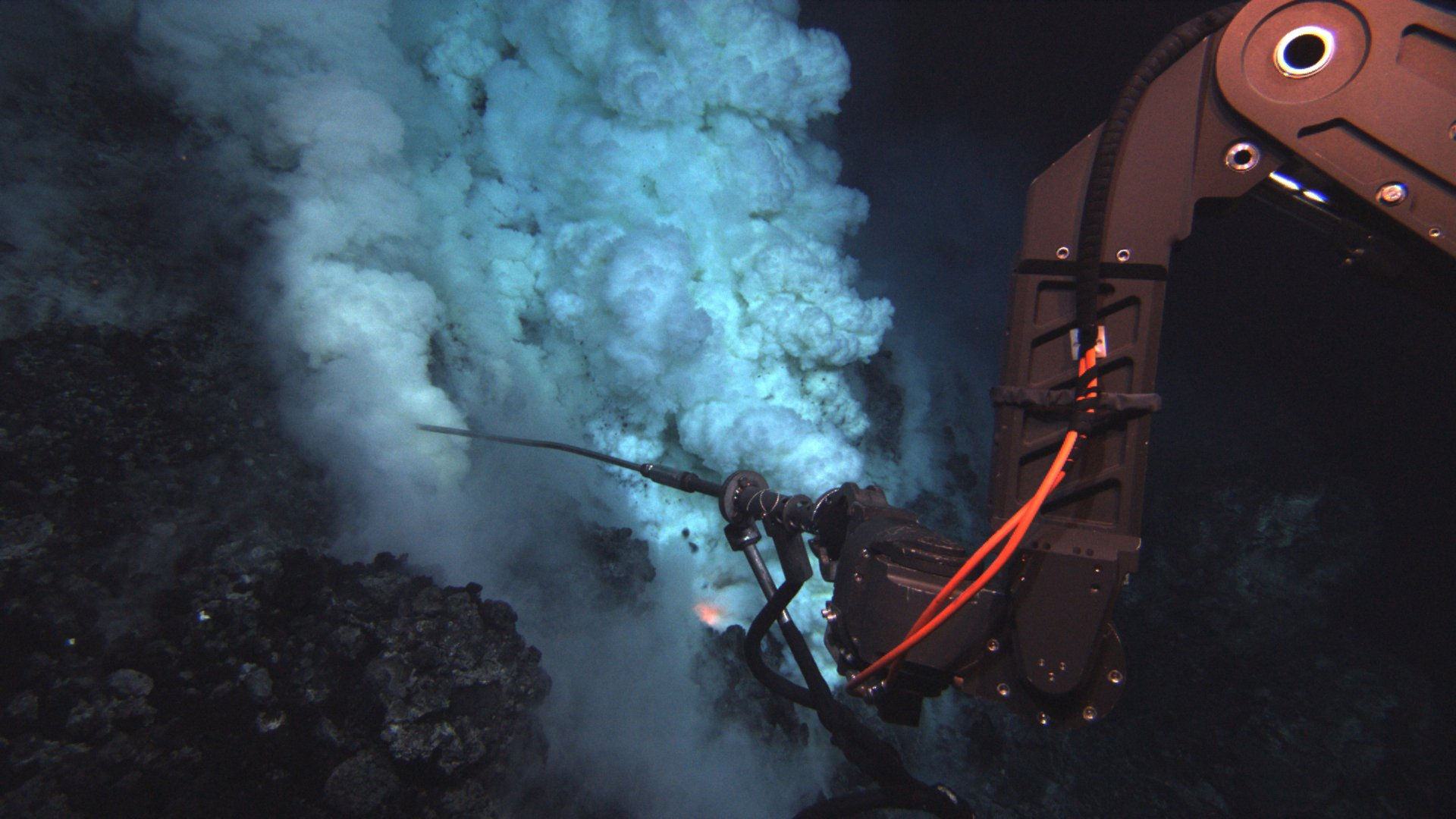
深海探索

深海探索是水下探索的一个方面，与地理学或地球物理学的其他领域相比，深海探索被认为是相对较新的人类活动。深海仍然是地球上未被详细探索的部分，并形成一个相对未被发现的知识领域。因为深海有着生物和矿产资源，深海探索的目的可能是科学的或者商业的。

## 历史
1521年：费迪南德·麦哲伦尝试用加重线测量太平洋的深度，但没有找到海底。1810-1827 年：来自尼斯（当时属于萨伏依公国）的药剂师安托万·里索（Antoine Risso）发表了一系列长期被忽视的论文，描述并命名了渔民在 600 至 1,000 米深处采集的数十种鱼类和甲壳类动物物种（ 1,969 和 3,281 英尺）位于热那亚湾。

## 方法
- 直接和远程目视观察
  - 潜水员和载人观察潛水器、遥控水下航行器和自主水下航行器、视频和静态摄影。
- 对水体或其一部分的形态和范围的调查 (海洋学)。
  - 远程声学和卫星传感、雷达高度计
  - 声纳，高分辨率多波束
  - 潜水员使用深度计、指南针、测斜仪和测量卷尺、手持式声纳和其他适用仪器直接测量洞穴和珊瑚礁结构。
- 调查海底和淡水等量的地质特征，并对地质结构、地层和沉积物进行地面调查。
- 调查水体的物理和生态特征及其所包含的地理特征。
  - 生物标本数量和分布的识别和记录
  - 通过潜水员、抓斗、网、挖泥机、有人和无人潜水器收集生物样本
  - 用于海面温度测量的红外和微波辐射计
  - 底部取样：抓斗、挖泥机、重力岩心取样器、活塞取芯器、液压活塞取芯器[2] 岩心钻机
  - 水的物理和化学特性的测量和记录
- 沉船和考古遺址的发现和调查
  - 磁力计、多波束声纳